# Dicentria patula
Dicentria patula är en fjärilsart som beskrevs av William Schaus 1911. Dicentria patula ingår i släktet Dicentria och familjen tandspinnare. Inga underarter finns listade i Catalogue of Life.